# Erich Tschermak
Erich Tschermak (ur. 15 listopada 1871 w Wiedniu, zm. 11 października 1962 w Wiedniu) – austriacki botanik, genetyk i agronom. Jego ojciec Gustav Tschermak, był austriackim mineralogiem, a brat Armin Tschermak (1870-1952) fizjologiem. W 1906, po nadaniu ojcu szlachectwa, przyjął nazwisko Erich Tschermak von Seysenegg (właśc. Erich Tschermak, Edler von Seysenegg).
Doktorat uzyskał na Uniwersytecie w Halle w Niemczech w 1896 roku. Równolegle i niezależnie z Hugonem de Vriesem i Carlem Corrensem ponownie odkrył i spopularyzował odkrycia Mendla na polu genetyki. Publikacja Tschermaka ukazała się w czerwcu 1900 roku. Prowadził badania mieszańców roślin, wyhodował wysokoplenne odmiany zbóż i roślin strączkowych. Po habilitacji w 1900 na Uniwersytecie Zasobów Naturalnych i Przyrodniczych w Wiedniu, w 1909 otrzymał tu profesurę i założył pierwszą w Europie katedrę hodowli roślin. W 1958 otrzymał Odznakę Honorową za Naukę i Sztukę.
Tschermak był wnukiem nauczyciela botaniki, który uczył Mendla w Wiedniu; natomiast Correns był studentem Karla von Nägeliego – botanika szwajcarskiego, z którym Mendel korespondował na temat swoich badań nad dziedziczeniem, ale który nie zrozumiał i nie docenił wagi odkrycia zakonnika.

## Wybrane prace
- Über künstliche Kreuzung (1900)
- Die Theorie der Kryptomerie und des Kryptohybridismus (1903)
- Samenbildung ohne Befruchtung (1949)